# Eilica mullaroo
Eilica mullaroo är en spindelart som beskrevs av Norman I. Platnick 1988. Eilica mullaroo ingår i släktet Eilica och familjen plattbuksspindlar.
Artens utbredningsområde är Victoria, Australien. Inga underarter finns listade i Catalogue of Life.